# Friedrich Schack (Jurist)
Carl Friedrich Schack (* 1. Oktober 1886 in Parral (Chihuahua), Mexiko; † 15. Juli 1978 in München) war ein deutscher Jurist und Hochschullehrer mit dem Forschungsschwerpunkt im Staats- und Verwaltungsrecht und im ausländischen öffentlichen Recht.

## Leben

### Jugend und Studium
Friedrich Schack wurde als Sohn des Wiesbadener Kaufmanns Carl Schack 1886 geboren. Nach dem Abitur am humanistischen Gymnasium in Wiesbaden im Jahre 1906 studierte er Rechtswissenschaften und Volkswirtschaftslehre an der Albert-Ludwigs-Universität Freiburg, der Université de Lausanne, der Friedrich-Wilhelms-Universität Berlin und der Philipps-Universität Marburg. Während seines Studiums in Lausanne wurde er 1906 Mitglied der Société d’Étudiants Germania Lausanne.
1911 absolvierte er sein Referendarexamen und wurde 1912 mit der Dissertation „Die öffentlich-rechtliche Stellung der juristischen Personen als Gewerbetreibenden“ an der Julius-Maximilians-Universität Würzburg zum Dr. rer. pol. promoviert.

### Akademische Laufbahn
Von 1912 bis 1913 arbeitete Schack als Syndikus bei der Daimler-Motoren-Gesellschaft in Stuttgart-Untertürkheim. Ab 1914 war er Privatgelehrter des öffentlichen Rechts in Frankfurt a. M. und ab 1924 in Berlin und wirkte ohne Bindung durch Amt oder Anstellung als Schriftsteller, Gutachter und Vortragender. Diese Tätigkeit umfasste zahlreiche Veröffentlichungen auf den Gebieten des Staatsrechts, Völkerrechts, Kolonialrechts und Beamtenrechts und die Mitarbeit an juristischen Wörter- und Handbüchern sowie an verwaltungsrechtlichen und anderen Zeitschriften.
In dieser Zeit verfasste er zwei große Monographien, welche dadurch Bedeutung erlangt haben, dass sie am Ende einer historischen Epoche juristisch Bilanz zogen. Dies sind die auf eine Anregung von Fritz Fleiner zurückgehende Prüfung der Rechtmäßigkeit von Gesetz und Rechtsverordnung von 1918 einerseits und das 1923 erschienene Werk Das Kolonialrecht in seiner Entwicklung bis zum Weltkriege. Erstere befasste sich mit der Periode des Konstitutionalismus und war Schacks zweite Dissertation, mit der er 1918 zum Dr. iur. promovierte. Die zweite 1923 veröffentlichte Monographie beinhaltete eine umfassend angelegte Darstellung des Begriffs und der Quellen des Kolonialrechts im Allgemeinen sowie des rechtsgeschichtlichen Werdens des deutschen Kolonialrechts und seiner staats- und völkerrechtlichen Grundlagen im Besonderen.
Seit 1936 war er als Dozent für Verfassungs- und Verwaltungsrecht und Kolonialrecht am Seminar für Orientalische Sprachen der Friedrich-Wilhelms-Universität in Berlin tätig. Am 30. Dezember wurde er zum wissenschaftlichen Assistenten am neu gegründeten Institut für Kolonialrecht der Hansischen Universität in Hamburg ernannt.

### Professur in Hamburg
1941 habilitierte sich Schack an der Universität Hamburg und bekam dort 1943 eine außerordentliche Professur für Staatsrecht, Verwaltungsrecht und ausländisches öffentliches Recht, die er bis zu seiner Emeritierung im Jahre 1954 fast zwei Jahrzehnte innehatte. Von 1954 bis 1962 wirkte er über seine Emeritierung hinaus in Hamburg.
Insbesondere in den schwierigen Jahren des Krieges und der Nachkriegszeit hatte er wesentlichen Anteil an der Aufrechterhaltung des Lehrbetriebes im öffentlichen Recht gehabt, das er in seiner ganzen Breite vertreten hat. Friedrich Schack hat ein umfangreiches wissenschaftliches Lebenswerk hinterlassen. Sein Publikationsverzeichnis in der „Hamburger Festschrift für Friedrich Schack“ weist bis zum Jahre 1966 über 200 Titel aus, ohne Vollständigkeit zu beanspruchen. Hinzu kommen zahlreiche populärwissenschaftliche Abhandlungen, Urteilsanmerkungen und Buchbesprechungen sowie Rechtsprechungs- und Literaturberichte.
In seine Aufsätzen hat sich Friedrich Schack zu einer Vielzahl gewichtiger Fragen des Staats- und Verwaltungsrecht geäußert. Er lieferte bedeutende Beiträge auf den Gebieten des Beamtenrechts, des Polizeirechts, des öffentlichen Sachenrechts sowie des Rechts der öffentlich-rechtlichen Entschädigung.
1962 siedelte er in die Heimat seiner Lebensgefährtin nach München über. Schack starb 1978 im Alter von 91 Jahren.

## Veröffentlichungen
- Friedrich Schack In: Festschrift für Rudolf Laun zu seinem achtzigsten Geburtstag. Herausgegeben von der Forschungsstelle für Völkerrecht und ausländisches öffentliches Recht der Universität Hamburg. Vandenhoeck & Ruprecht Verlag, Göttingen 1962.
- Friedrich Schack: Intergentiel Recht. Het Juristenblad, Antwerpen 1942.
- Friedrich Schack In: Die deutsche Arbeitskunde. Herausgegeben von Karl Peppler, Wilhelm Seedorf, Simon Rohrlich, Karl Zeleny; Paul Arndt; Heinz Merr; Alfred Weise; Gerhard Starck; Friedrich Schack; Kurt Gersch; Gustav-Adolf Bulla, Emil Lessing, K. Weldmann, Schmelter, Helmut Turpits; Ernst Kunsdorff. Bibliogr. Inst. u. a., Leipzig 1940.
- Friedrich Schack: Das deutsche Kolonialrecht in seiner Entwicklung bis zum Weltkriege – die allgemeinen Lehren; eine berichtende Darstellung der Theorie und Praxis nebst kritischen Bemerkungen. Friederichsen, Hamburg 1923.
- Friedrich Schack: Die Prüfung der Rechtmässigkeit von Gesetz und Verordnung – unter besonderer Berücksichtigung Preussens und des Deutschen Reichs. Eine Studie von Friedrich Schack. Siemenroth, Berlin 1918.